# Campeonato Mundial de Ciclismo em Pista de 1900
O Campeonato Mundial UCI de Ciclismo em Pista de 1900 foi realizado em Paris, na França, entre 12 e 18 de agosto.  Quatro provas masculinas foram disputadas, das quais duas profissionais e duas amadoras. Além das quatro provas, foi disputada uma prova em tandem. A dupla holandesa, Harrie Meyers–Fernando Tomaselli venceu à frente da dupla francesa, Edmond Jacquelin–Lucien Louvet e a dupla franco-americana, Charles Vanoni–Robert Protin. Devido a prova não ter sido oficial, os medalhistas não são listados na lista de campeões mundiais em tandem.

## Sumário de medalhas

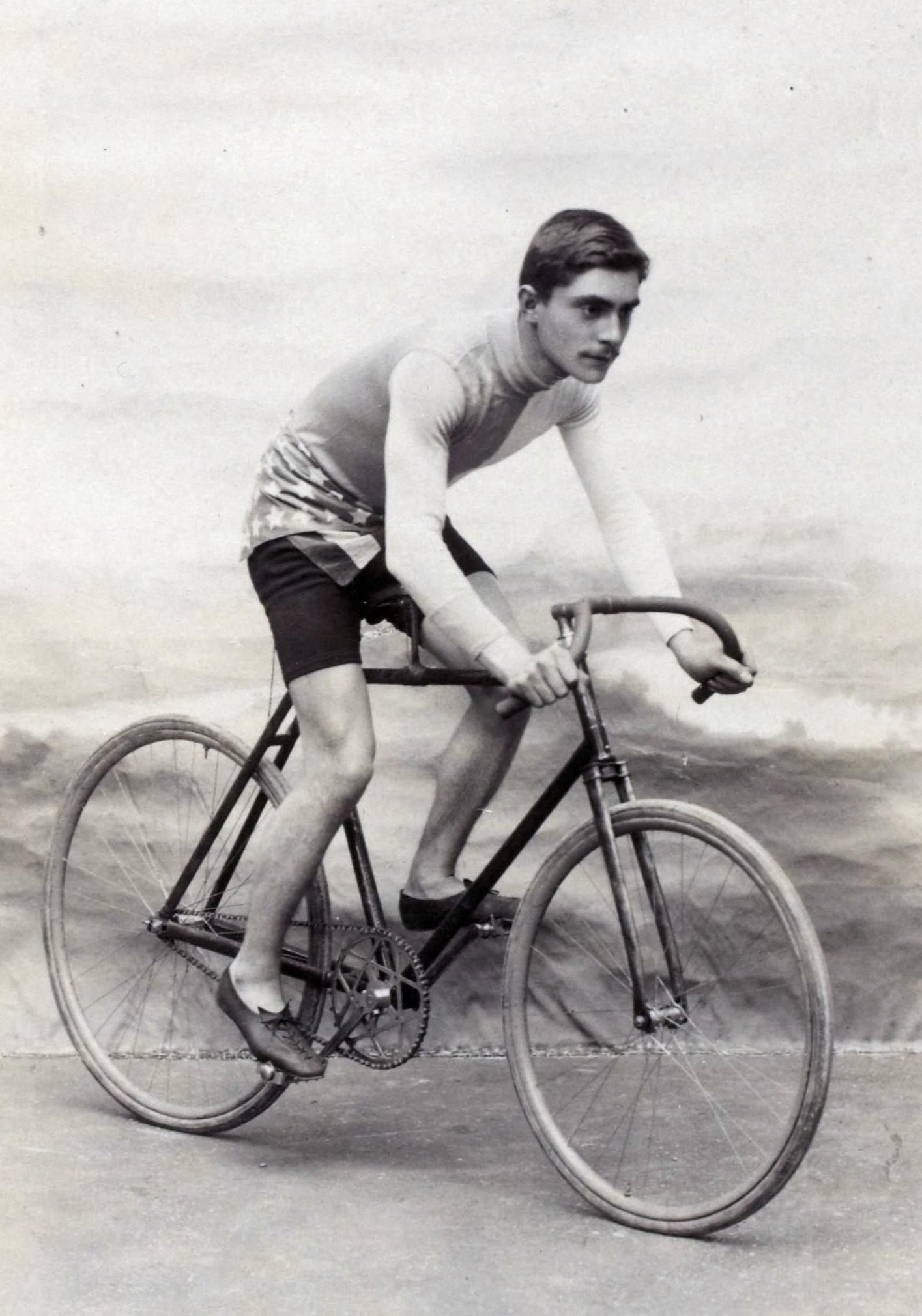
Louis Bastien

| Eventos profissionais masculinos |                                 |                                  |                             |
| Velocidade individual            | Edmond Jacquelin · França       | Harie Meyers · Países Baixos     | Willy Arend · Alemanha      |
| Motor-paced                      | Constant Huret · França         | Edouard-Henri Taylor · França    | Émile Bouhours · França     |
| Eventos amadores masculinos      |                                 |                                  |                             |
| Velocidade individual            | Alphonse Didier-Nauts · Bélgica | John Henry Lake · Estados Unidos | Ferdinand Vasserot · França |
| Motor-paced                      | Louis Bastien · França          | Wilhelm Henie · Noruega          | Roger Hildebrand · França   |

## Quadro de medalhas
| Ordem | País           | Medalha de ouro | Medalha de prata | Medalha de bronze | Total |
| ----- | -------------- | --------------- | ---------------- | ----------------- | ----- |
| 1     | França         | 3               | 1                | 3                 | 7     |
| 2     | Bélgica        | 1               | 0                | 0                 | 1     |
| 3     | Estados Unidos | 0               | 1                | 0                 | 1     |
| -     | Países Baixos  | 0               | 1                | 0                 | 1     |
| -     | Noruega        | 0               | 1                | 0                 | 1     |
| 6     | Alemanha       | 0               | 0                | 1                 | 1     |
| Total | Total          | 4               | 4                | 4                 | 12    |